# 松囃子
松囃子（まつばやし、まつはやし）は年頭に福を祝って行う芸事のこと。松の内におこなう囃子の意。松拍子・松拍とも。室町時代に盛んに行われていた。1月の季語。
足利義満が都落ちして播磨国の赤松氏の白旗城に居していた折に義満を慰めるため披露した芸事を、義満が上洛してのちに正月13日に赤松家によっておこなうのを習慣とした旨の記述が『満済准后日記』にある。この習慣が京都から全国各地へと広まったのが起源とされる。
松囃子では、唱門師や散所などの芸能専業者のみならず村民や町人など各階層の人間が着飾り仮装し、京都においては室町御所へ、地方においては守護など各地の権力者の邸宅へ参向し、舞や囃子が披露され、祝辞が述べられる。その返礼として禄物が授けられる。『看聞日記』には、永享9年（1437年）に下京の町人の女房らが室町御所に参向して囃子を披露した「女松囃子」についての記述がある。また大名らも家来を率いて幕府政庁を訪れ将軍に舞を披露していた。
松囃子はその様相から、人家の門前で音曲を奏し金品を貰う「門付け」や、念仏踊りや獅子舞の起源である中世芸能の「風流」の一種とも言える。
江戸時代になると、江戸城内に正月2日（のちには3日）の夜に大名らを集めておこなう謡初を松囃子と呼ぶようになり、町人にもこの慣わしが広まったとされる。
菊池市の菊池神社の秋の例祭でとりおこなわれる重要無形民俗文化財の「松囃子御能」は、室町時代の形態が良く保存されており、観世宗家に伝わる松囃子と共通する部分があって深い関連が考えられている。また博多どんたくの起源である博多松囃子も、松囃子の形態を残している。